# 一滴眼淚
《一滴眼淚》是香港歌手陳奕迅於1997年1月10日發行的國語專輯，專輯內共有10首歌曲。

## 專輯簡介
陳奕迅推出首張同名粵語專輯《陳奕迅》後，在1997年1月份便發行了首張國語專輯《一滴眼淚》。當時他剛出道便獲得不少機會，推出粵語作品後很快就能進軍國語市場，這要歸功於所屬公司邀請臺灣唱片公司前來觀摩第14屆新秀歌唱大賽——臺灣的老闆王祥基看中他的才華，力邀他赴臺發展，讓他得以早早開拓國語市場。
《一滴眼淚》中的歌曲品質不俗，由於陳奕迅自幼聽張學友的歌，公司便希望他能借鑒張學友的風格。那時的他並未想太多，只是覺得專輯的造型過於正式，略顯老氣。其實20世紀90年代的英國，在他眼中是偏頹廢的模樣——人們身形清瘦，穿著隨性；但當時臺灣的策劃主管或許認為從英國回來的人該是紳士模樣，這與他的感受並不相同，他覺得英國沒那麼多紳士，也不太喜歡那種造型。不過他很感激能有這個機會，便沒有堅持己見。
2010年陳奕迅談及這張專輯時曾提到，它不僅鮮為人知，更因銷售不佳遭臺灣商家退貨，當時的銷售成績確實不盡理想。但回憶起這段往事，他卻表示無所謂，直言自己當時並沒什麼特別的感覺。

## 曲目
| 次序 | 歌名         | 作曲           | 填詞   | 編曲   | 備註                 |
| ---- | ------------ | -------------- | ------ | ------ | -------------------- |
| 1.   | 一滴眼淚     | 吳旭文         | 吳旭文 | 鍾興民 | 粵語版為《安守本分》 |
| 2.   | 拜訪         | 吳旭文         | 謝明訓 | 鍾興民 |                      |
| 3.   | 愛到瘋       | 翁孝良         | 楊立德 | 錢幽蘭 |                      |
| 4.   | 永遠都天明   | 包小柏         | 何厚華 | 鍾興民 |                      |
| 5.   | 情深怎麽辦   | 陳美威         | 鄔裕康 | 孫崇偉 |                      |
| 6.   | 我怎麽可以哭 | 林明陽         | 謝明訓 | 張乃仁 |                      |
| 7.   | 學會愛       | 黃麗星、洪晟文 | 娃娃   | 孫崇偉 |                      |
| 8.   | Style        | 吳旭文         | 吳旭文 | 鍾興民 |                      |
| 9.   | 二個人的夜晚 | 陳建良         | 陳明轅 | 孫安琳 |                      |
| 10.  | 感情約       | 陳美威         | 姚若龍 | 孫崇偉 |                      |